# アウトバーン 81
アウトバーン 81（ドイツ語: Bundesautobahn 81, BAB 81 または A 81）はドイツの高速道路、アウトバーンの一路線である。シュトゥットガルト以南の区間の通称はボーデンゼーアウトバーン（Bodenseeautobahn）。
北のバイエルン州ヴュルツブルクから南のバーデン＝ヴュルテンベルク州ゴットマンディンゲンまで276 kmの路線を持つ主要道路である。